# Joseph Truyens
Joseph Truyens (Sint-Jans-Molenbeek, 1 december 1898 - Marchin, 30 november 1958) was een Belgisch senator.

## Levensloop
Truyens was metaalbewerker van beroep. In 1951 werd hij gemeenteraadslid in Marchin.
Op 11 april 1954 werd hij verkozen tot communistisch senator voor het arrondissement Hoei-Borgworm, maar op 29 april werd zijn verkiezing ongeldig verklaard en werd hij vervangen door de communist Jules Merenne.